# Mariss Jansons
Mariss Jansons (n. 14 ianuarie 1943, Riga, Reichskomisariatul Ostland – d. 1 decembrie 2019, Sankt Petersburg, Rusia) a fost un dirijor leton.

## Biografie
Mama sa a fost evreică, bunicul și unchii din parte mamei au murit în ghetoul din Riga. Tatăl său Arvid Jansons a fost din 1960 dirijor asistent la Orchestra Filarmonică din Leningrad sub Evgeni Mravinski.
În 1996 Jansons a suferit un atac de cord în timp ce dirija la Oslo opera La bohème de Puccini.
În toamna anului 2003 a fost numit dirijor principal la Orchestra Simfonică a Radiodifuziunii Bavareze. În septembrie 2004 i s-a oferit și postul de dirijor la Orchestra Regală Concertgebouw Amsterdam, pe care l-a acceptat.
A dirijat Concertul de Anul Nou de la Viena în anii 2006, 2012 și 2016.
În anul 2007 a obținut un premiu Grammy în categoria „cea mai bună interpretare orchestrală” pentru Simfonia a XIII-a de Dmitri Șostakovici împreună cu Orchestra Simfonică a Radiodifuziunii Bavareze, Corul Radiodifuziunii Bavareze și solistul Sergei Aleksașkin.
În februarie 2009 primește „Crucea de onoare a Austriei pentru știință și artă” (Österreichische Ehrenkreuz für Wissenschaft und Kunst), cea mai înaltă distincție acordată în Austria pentru acest domeniu.